# 洗礼 (漫画)
『洗礼』（せんれい）是楳圖一雄的漫畫作品。在『週刊少女Comic』（小學館）昭和49年50号連載。1996年由吉原健一監督电影化。

## 介绍
以美貌而自豪的女影星若草泉，因為在童星時代起已經開始化著濃厚的妝及攝影的強光燈所影響，所以在素顏之下其實已經出現了皺眉和黑痣。為了重新擁有美貌，她偷偷地生下了私生女并与女儿消失无踪，過著隐姓埋名的生活。
在女儿樱花长成后，二人表面上是一對很要好且出色的母女，但其實泉悄悄地实行著她的计划就是夺取樱花的身体，将自己的脑和樱花的脑换，樱花得知后拼命反抗，却还是难逃母亲的魔爪。
之后泉开始用樱花的身份上学，为与心爱的老师一起生活，樱花就计划住进了老师的家，并暗地里折磨老师的妻子并引诱老师，使夫妻两人不和，最终妻子与老师离婚并且和樱花一起生活，但随后樱花却发现其實是老师跟他妻子二人聯手欺騙她，表面上離婚其實只是為了讓妻子回娘家避難。
樱花的脸上開始出现和母亲一样的黑痣，而且，在追查著若草泉引退後的蹤影的記者出現，各種事情向著泉慢慢的追逼過去。於是櫻花把樱花告诉真相给好友良子，要良子帮她夺取老师妻子的身体。
當樱花順利搞定一切並準備实施她的计划，要開始手术的時候，老师突然出现阻止樱花，並表示从来没有换脑手术，全部都是因为樱花聽到泉的換腦計劃後惊吓过度而产生的幻想。
在見到母亲的出现後叫樱花清醒过来，也令到她后脑的伤痕及脸上的黑痣消失。
所有這些都是小櫻的幻覺，她實際上是一個精神分裂症患者。

## 角色
- 若草泉（女優名）

櫻花的母親，小時候因為家貧而且父親抱恙在身去當演員而大受歡迎。因為從小已經活在鎂光燈之下，所以思想比一般同齡的人成熟，而因為被眾人所愛戴著，所以對自己的美貌感到無比自豪，但也因此無比害怕會長大變醜。後來因為臉上開始長了黑痣而變得躁狂，在聽從主診醫生的建議後，秘密生下女兒並把她養育成人，打算將她養大時與女兒進行換腦手術。原名為上原松子。
- 上原櫻花

女小學生，泉的女兒。由泉對美貌的執念而生下來的女兒，外表美麗而善良，因為意外聽到了母親在電話中跟主診醫生的對話被母親後想要逼迫她做手術，在掙扎之下襲擊了母親，在恐懼之下開始想像成手術已經完成並且自己成為了母親。此外，她假裝是她母親的形象，她假裝是她母親的受害者，她患有精神分裂症，她有幻覺。
- 良子

櫻花的同學兼好友。後來被櫻花告之換腦真相並要脅幫忙她把和代叫出來，讓她再度進行換腦手術。
- 谷川先生

櫻花及良子的老師，在學生面前自稱單身，是櫻花換腦後愛上的對象。為了能成為對方的妻子不惜在暗地裡以不同的手段折磨和代並把她趕離家裡，並誘惑谷川。
- 谷川和代

谷川先生的妻子，因為被櫻花妒嫉而被用盡手段冤屈折磨並逼瘋她，後來假裝被谷川送去精神醫院並提出離婚，實際上是回去娘家逃開櫻花。
- 中島君

發現了櫻花及泉的秘密的女同學，因為開玩笑要跟谷川先生結婚而被櫻花所嫉恨，之後利用她來讓大家對和代不滿及誤會。
- 島君

櫻花的男朋友，在櫻花換腦後以不喜歡小孩子為由而與他分手。
- 波多秋三

自由時事記者，為了成為世界一流的記宿，所以想要寫有關若草泉突然消失後的生活報導，所以開始追查到櫻花身上。
- 村上先生

若草泉的從小開始便主診醫生，其實很久以前已經因意外死去，但在泉的恐懼之下幻想著醫生依然在生，甚至影響到櫻花甚至良子也以為他是存在。